# جون داناهير (مقاتل)
جون داناهير (بالإنجليزية: John Danaher؛ مواليد 2 أبريل 1967) هو مُدرب جيو جيتسو برازيلية وفنون القتال المختلطة نيوزيلندي. يُنظر إليه على نطاق واسع على أنه أحد أفضل الموجهين والمدربين في هذه الرياضات.

## وصلات خارجية
- جون داناهير (مقاتل) على موقع IMDb (الإنجليزية)
- جون داناهير (مقاتل) على موقع قاعدة بيانات الفيلم (الإنجليزية)